# 天王洲アイル
天王洲アイル（てんのうずアイル）は、東京都品川区の臨海部、現行行政地名では東品川二丁目にある再開発街区の通称。郵便番号は140-0002。

## 概要
東京都品川区北東部の京浜運河、天王洲運河に面した沿岸に位置する。総面積は約22ヘクタールであり全域が埋立地である。天王洲運河、京浜運河を挟んで、北側は港区港南4丁目、南側は東品川三丁目、西側は東品川一丁目、東側は東品川五丁目の品川埠頭と隣接する。複数のオフィス商業複合ビル、商業店舗、飲食店、アートギャラリー、イベントスペースなどからなる再開発街区である。
2010年代以降は芸術文化の発信地をコンセプトとして、地域内に音楽・絵画・フォトグラフ、現代建築など芸術に関連したコンテンツを集積している。また、同地域のほぼ全域は東京都港湾局によって、東京の水辺の魅力の向上や観光振興に資するため、運河などの水域利用とその周辺におけるまちづくりが一体となり、地域の賑わいや魅力を創出することを目的として地元が主体となった取組みを推進すべき地区として運河ルネサンス推進区域に指定されている。
また、水辺景観に優れているため1990年初頭の完成当時より現在まで、テレビドラマや映画、TVコマーシャルの撮影に頻繁に使われるロケーション撮影の名所になっており、フジテレビ系列「ノイタミナ」枠にて2011年10月13日から2012年3月22日まで放送されたアニメ『ギルティクラウン』の舞台となっている。

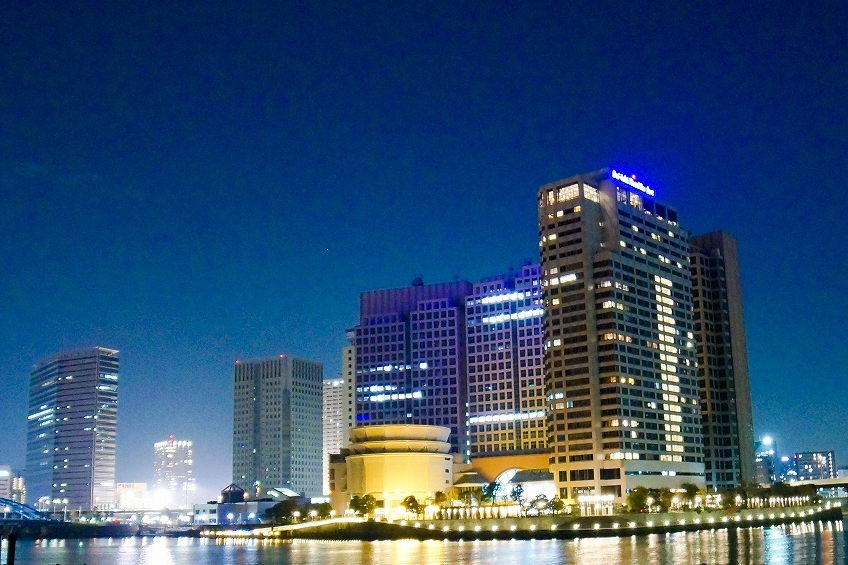
品川埠頭から望む天王洲アイル
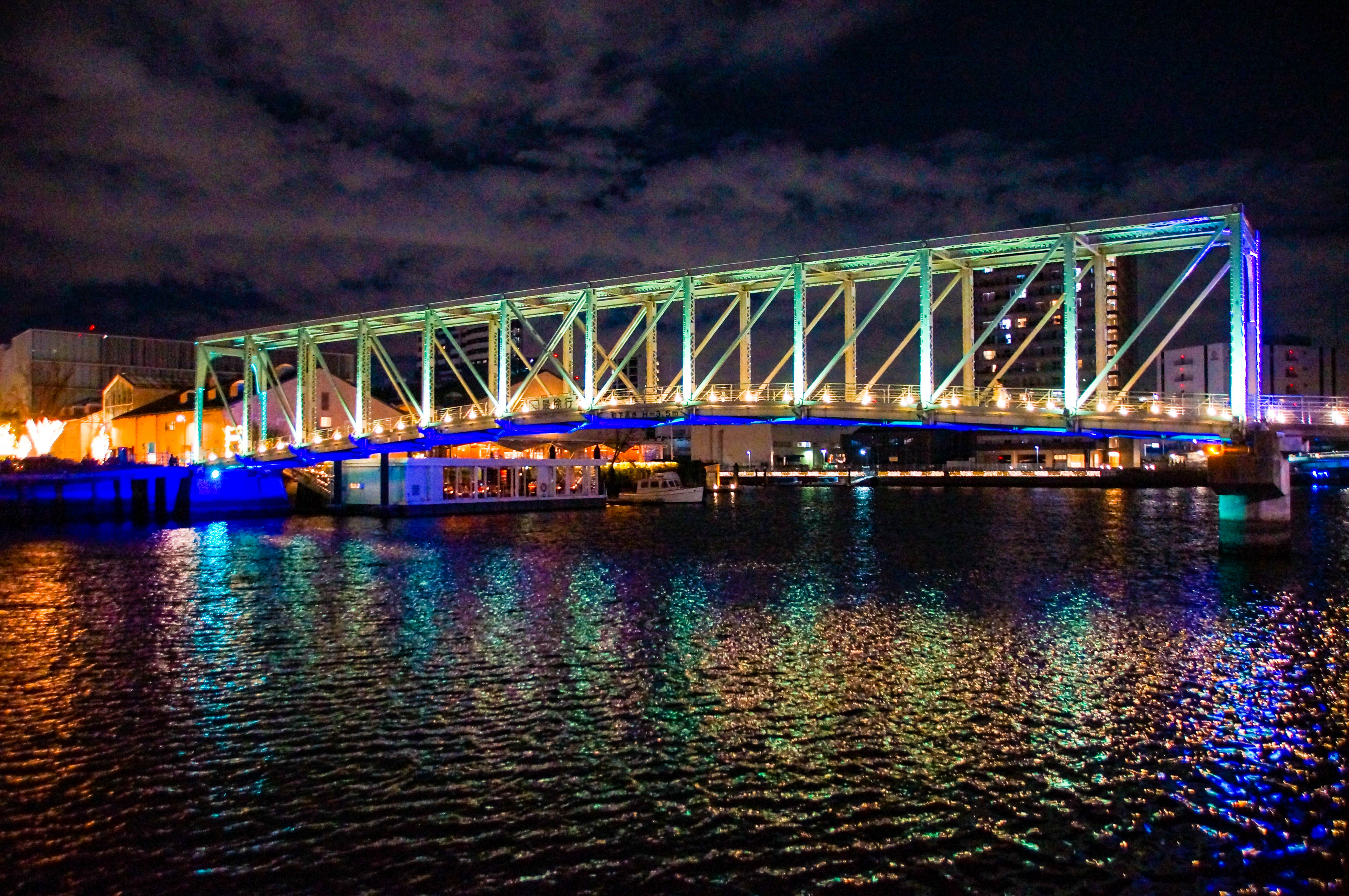
天王洲ふれあい橋

## 歴史

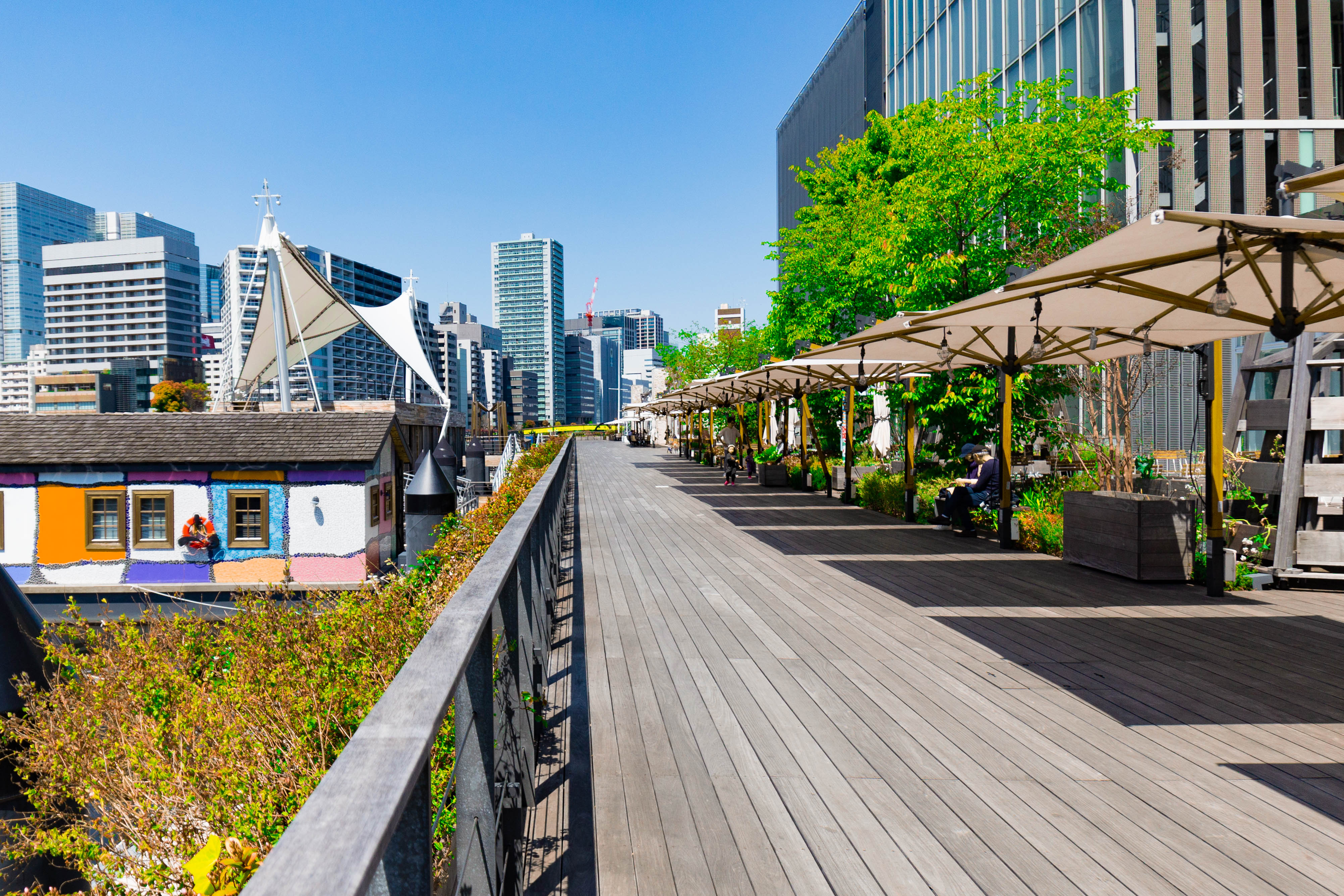
天王洲アイルボードウォーク

江戸時代末期に江戸防衛のため築造された第四台場をベースとして埋め立てが進んだことにより造成された。1980年代以前は企業各社が倉庫や物流センターを保有する地域であったが、1985年に天王洲の再開発を推進する地権者22社による「天王洲総合開発協議会」が発足した。協議会による「東品川2丁目（天王洲アイル）マスタープラン」策定、浜松町と羽田を結ぶ東京モノレールとの新駅設置覚書の締結を経て、1988年から段階を追ってオフィス商業複合ビル7棟の建設が進められ、1996年に現在の姿となった。
2015年現在の就業人口は約1万2000人であり、2000年代以降は本地域内や周辺地域にもオフィスビルやワールドシティタワーズなどの高層マンションが建設され、昼間人口、夜間人口ともに急増した。また、本地域の水辺にはボードウォークが整備されており、水辺に沿って商業店舗や飲食店も増加、地域フェスティバルである年4回の天王洲キャナルフェスやマルシェなどの地域イベントの定期開催、1992年にオープンした天王洲銀河劇場で行なわれるさまざまな公演などもあり、地域内のオフィスビルに勤務するビジネスマンの他に東京都内や地方からの訪問客も増えて賑わいを見せている。

### 地名の由来

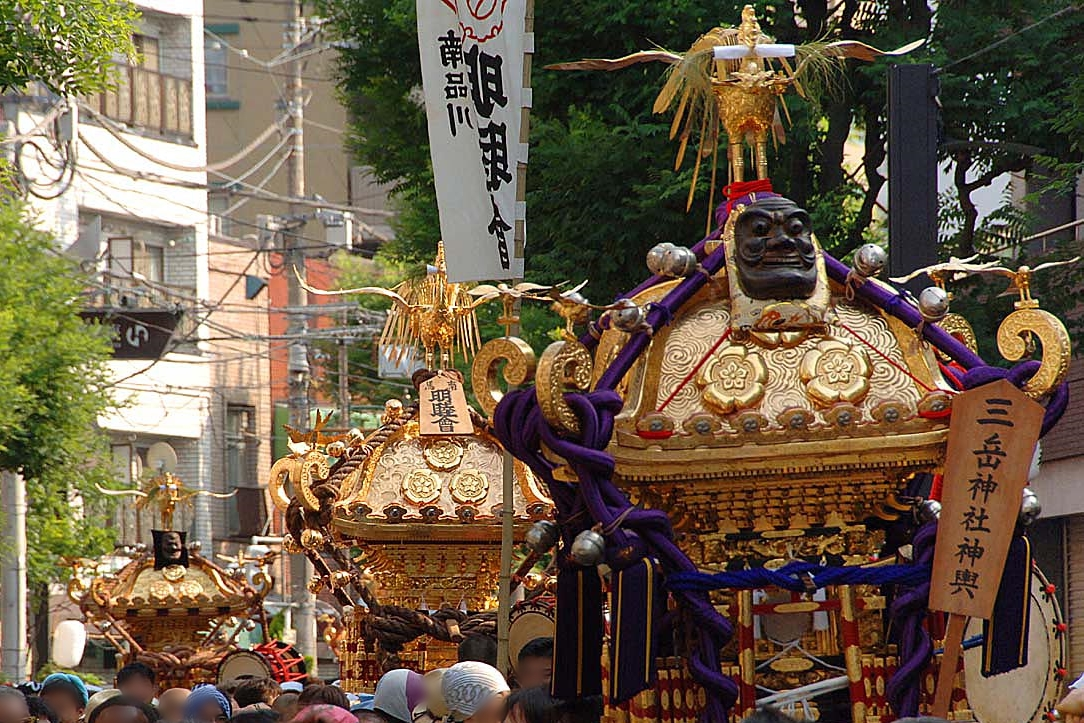
天王祭神輿の牛頭天王の神面

埋め立て前の天王洲は海中の土砂が堆積してできた州であった。1751年（宝暦元年）江戸前の海であった頃に、漁師の網に牛頭天王の面が入り、この海域から引き上げたという。この面は南品川の天王祭において神輿の屋根につける「神面」となっているが、この謂れが「天王洲」の地名の由来となっている。また、アイル (isle) とは英語で「島」を意味する言葉で、この地が東京湾のウォーターフロントの良き景観に恵まれたロケーションであるため、この名前がつけられた。
なお、天王洲総合開発協議会における公式の英語名は “Tennoz Isle” であるが、天王洲アイル駅の英語表記はモノレール・りんかい線ともに “Tennōzu Isle” となっている。

### 年表

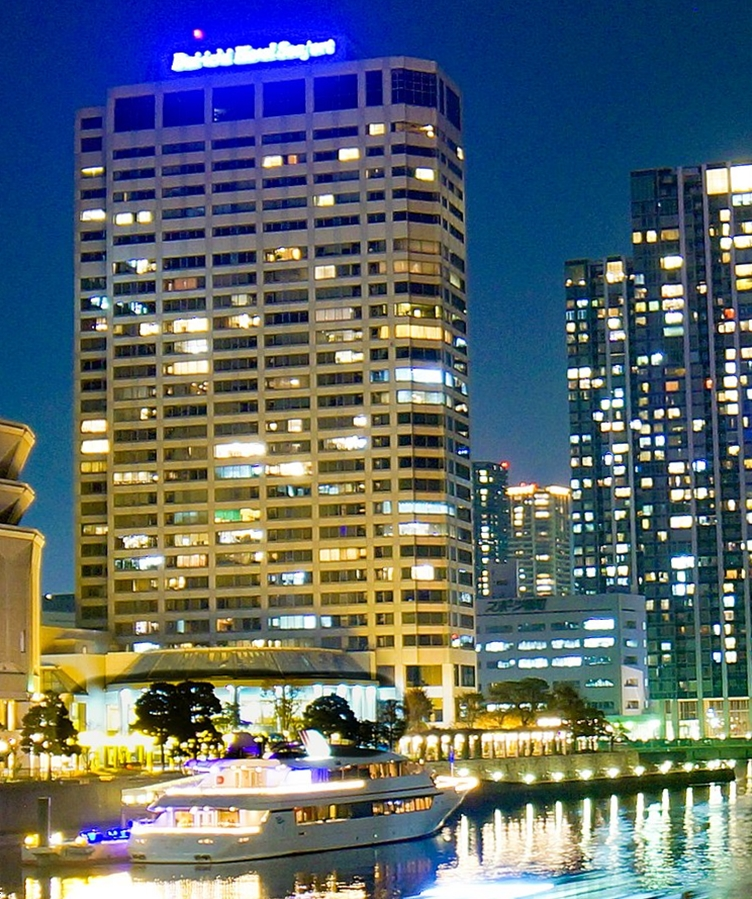
旧第一ホテル東京シーフォート(現ANAホリデイ・イン東京ベイ)とレストラン船「レディクリスタル」号

- 1751年（宝暦元年）：海中から牛頭天王の面が引き上げられる。これを由来に海域が「天王洲」と呼ばれるようになる。
- 1853年（嘉永6年）：黒船来航に脅威を感じた江戸幕府が急遽品川沖に台場の築造を決定する。天王洲は第四台場を築造する予定地であったが、資金不足のため未完成に終わる[10][11]。この未完成の第四台場を「崩れ台場」とも呼ぶ。シーフォートスクエア周辺の護岸に当時の第四台場の石垣が残っている[12]。
- 1873年（大正元年）：第四台場は緒明（おあき）菊次郎に払い下げられ[13]造船所となる[14]。この頃の台場を「緒明台場」とも呼ぶ[12]。
- 1925年（大正14年）：埋立が始まり[14]、1939年（昭和14年）に完成[13]。第四台場は埋もれ品川と陸続きとなり[14]、埋立地は工場や倉庫の用地として利用が始まる[15]。
- 1985年（昭和60年）7月：地域地権者22社の合意によって天王洲総合開発協議会が発足。
- 1986年（昭和61年）10月：東品川二丁目（天王洲アイル）の開発マスタープランを策定。
- 1991年（平成3年）7月：天王洲ファーストタワー竣工、天王洲エリアサービスの地域冷暖房プラント竣工、供給開始
- 1992年（平成4年）6月：三菱商事、第一ホテル（現・阪急阪神ホテルズ）、宇部興産（現・UBE）による再開発事業、“シーフォート・スクウェア”のオープン。東京モノレールの天王洲アイル駅が竣工、営業開始[16]。
- 1993年（平成5年）
  - 3月：スフィアタワー天王洲竣工。
  - 12月：天王洲セントラルタワー竣工。
- 1994年（平成6年）11月：天王洲オーシャンスクエア竣工。
- 1995年（平成7年）1月：天王洲パークサイドビル竣工。
- 1996年（平成8年）
  - 7月：JALビルディング竣工（日本航空の自社ビルとして建設）。
  - 10月：ふれあい橋竣工。
- 2001年（平成13年）3月：東京臨海高速鉄道りんかい線の天王洲アイル駅が営業開始。2002年12月より、りんかい線は埼京線との直通運転を開始し、渋谷・新宿・池袋に直通し、交通利便性・知名度が一段と高まった。
- 2006年（平成18年）2月：東京都の「運河ルネサンス構想」第1号店として寺田倉庫が水上ラウンジwaterline（ウォーターライン）をオープン。
- 2010年（平成22年）：JALビルディングが日本航空から野村不動産に売却され、「野村不動産天王洲ビル」に改称（JAL本社は引き続きテナントとして入居）。
- 2012年（平成24年）3月：東横INN品川駅港南口天王洲（現：東横INN品川港南口天王洲アイル）オープン[17][18]。
- 2021年（令和3年）9月：JTB本社ビル売却（JTB本社は引き続きテナントとして入居）[19]。

## 周辺の施設
- 劇場
  - 天王洲 銀河劇場
- ライブハウス
  - KIWA TENNOZ
- アートスポット
  - PIGMENT
  - 建築倉庫ミュージアム
  - TERRADA ART COMPLEX
  - Architecture Model Workshop
- レストラン・カフェ - 天王洲アイルのボンドストリート周辺のみ表示
  - T.Y.HARBOR（ビアレストラン）
  - T.Y.HARBOR River Lounge（バーラウンジ）
  - breadworks（ベーカリー）
  - Lily cakes（スイーツ）
  - Le Calin(カジュアルフレンチ）
  - SOHOLM（ジビエ料理）
  - クルーズクラブ東京「レディクリスタル」
  - WHAT CAFE（アート&カフェ）
- ショップ
  - SLOW HOUSE（家具、生活雑貨）
- ショールーム
  - GVIDO TOKYO（電子楽譜）
- 宿泊施設
  - ANAホリデイ・イン東京ベイ(2025年4月開業予定)
  - 東横イン品川港南口天王洲アイル

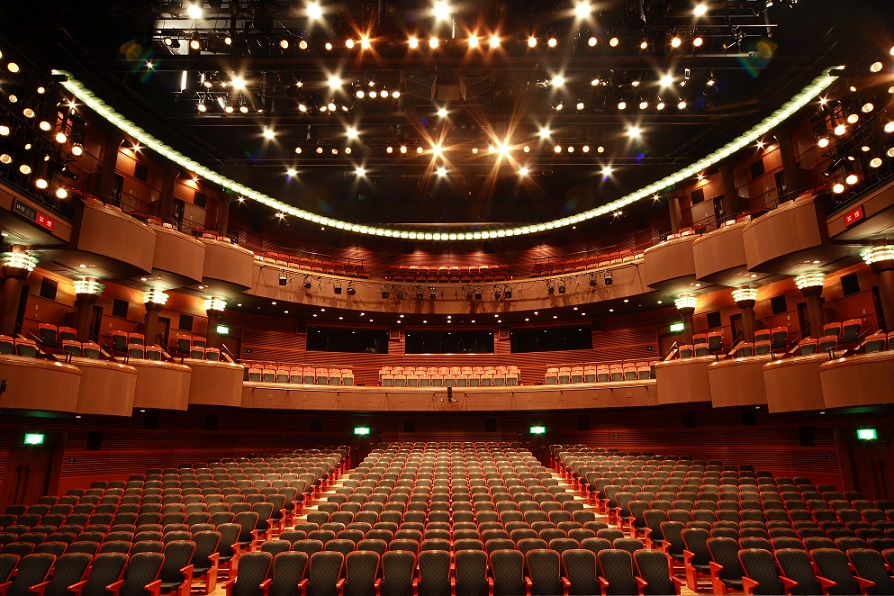
天王洲銀河劇場
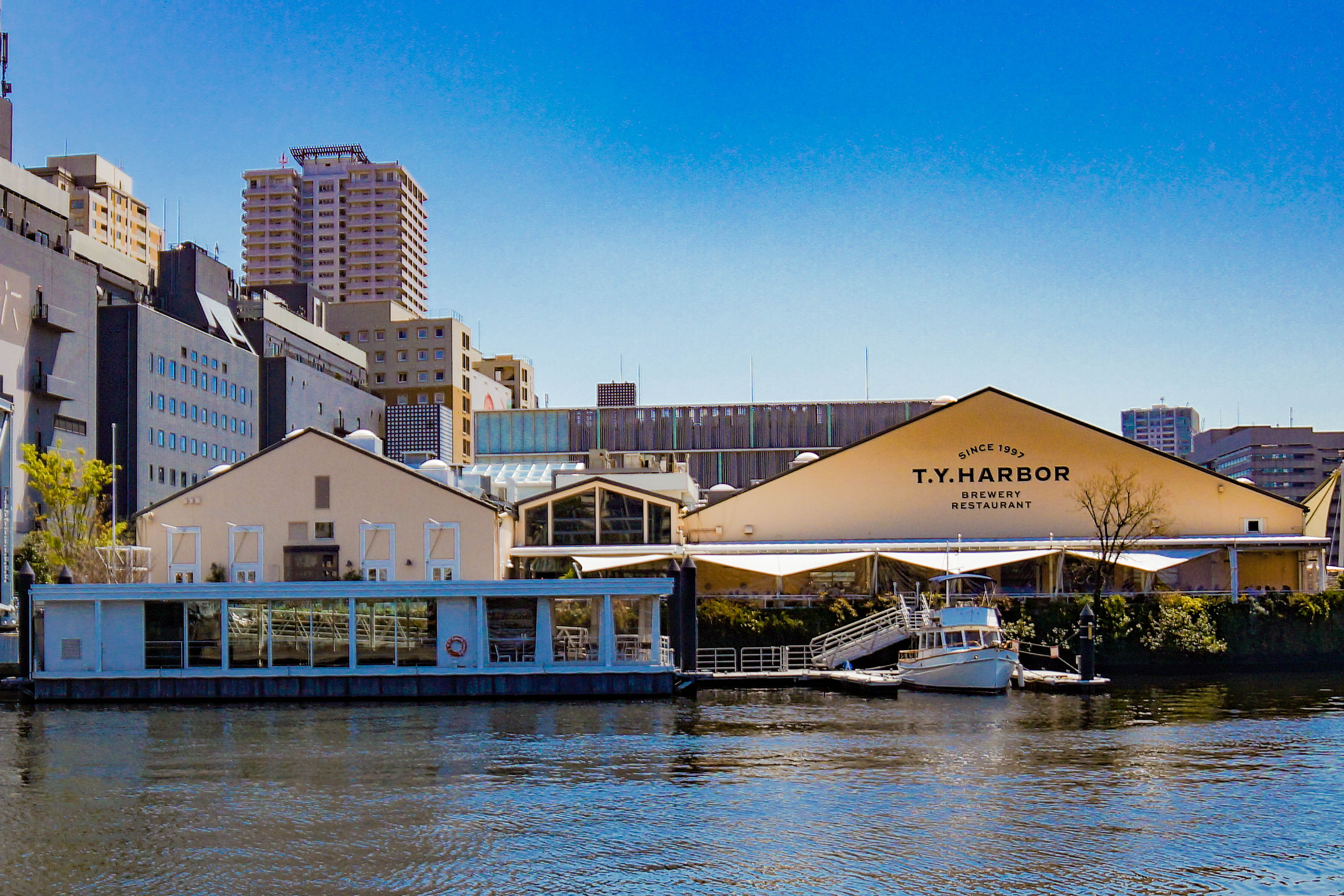
T.Y.HARBOR BREWERY & T.Y.HARBOR River Lounge
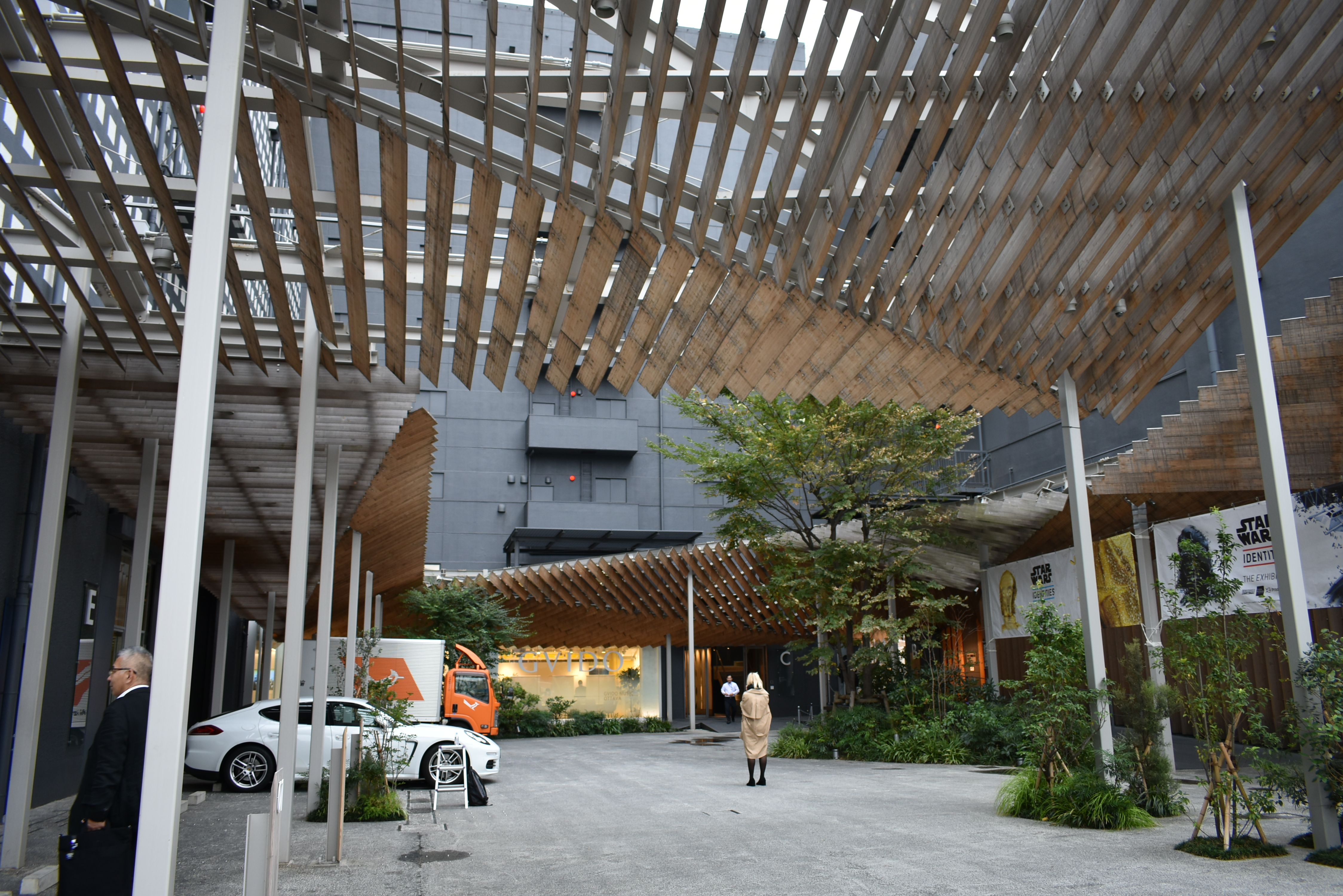
建築倉庫ミュージアム

## 公園

### 天王洲公園
A、B、Cの3面からなる面積2万9483平方メートルの品川区立の運動公園。人工芝による対面式野球場2面の外野部を共有する形で、サッカー場としても利用できる。独立したC面はミニサッカー場およびフットサルコートが2面あり、野球およびサッカー、フットサルに利用されている。

### 東品川海上公園
2007年に全面開園した面積約2万6000平方メートルの品川区立公園。目黒川が天王洲南運河に注ぎ込む河口部に位置する親水公園で、桜が多数植樹されており品川区の桜の名所にもなっている。護岸には、品川浦・天王洲地区の運河ルネサンスの指定に伴って、NPO法人が運営する浮き桟橋があり、手漕ぎボート、シーカヤックの発着ができる。

### アイル橋
天王州公園と東品川海上公園を結ぶ遊歩道橋。

### 水辺広場
運河沿いに設置された総延長800メートルのボードウォーク。第一水辺広場から第三水辺広場の3箇所のボードウォークはバリアフリーとなっており、各所に椅子が用意されているので散策やジョギングを楽しんだり運河を眺めながら休憩する事が出来る。運河ルネサンスの指定によって浮体式飲食施設やビジター桟橋が設置され東京ウォータータクシーなどが利用している。

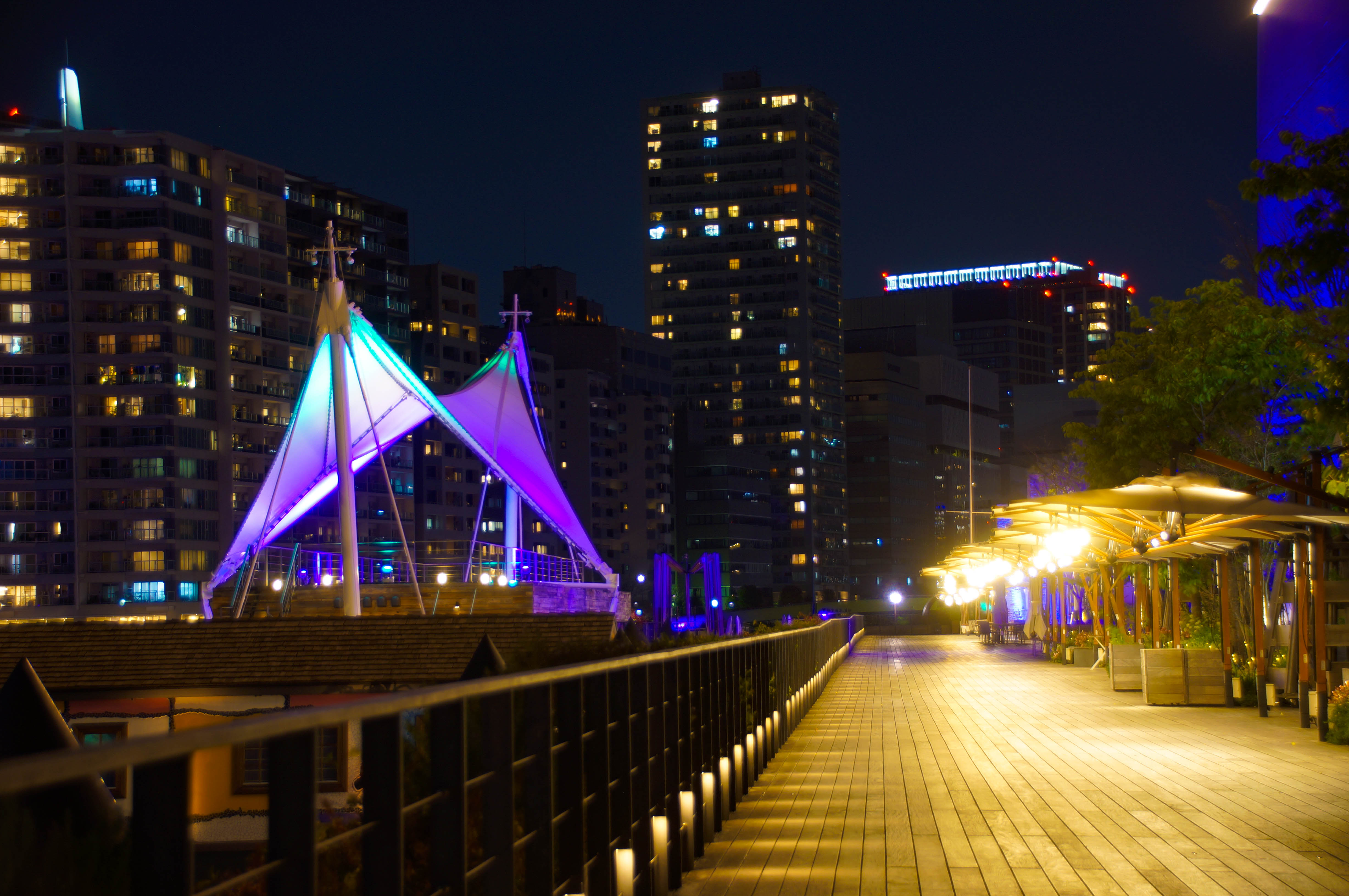
天王洲アイル第３水辺広場
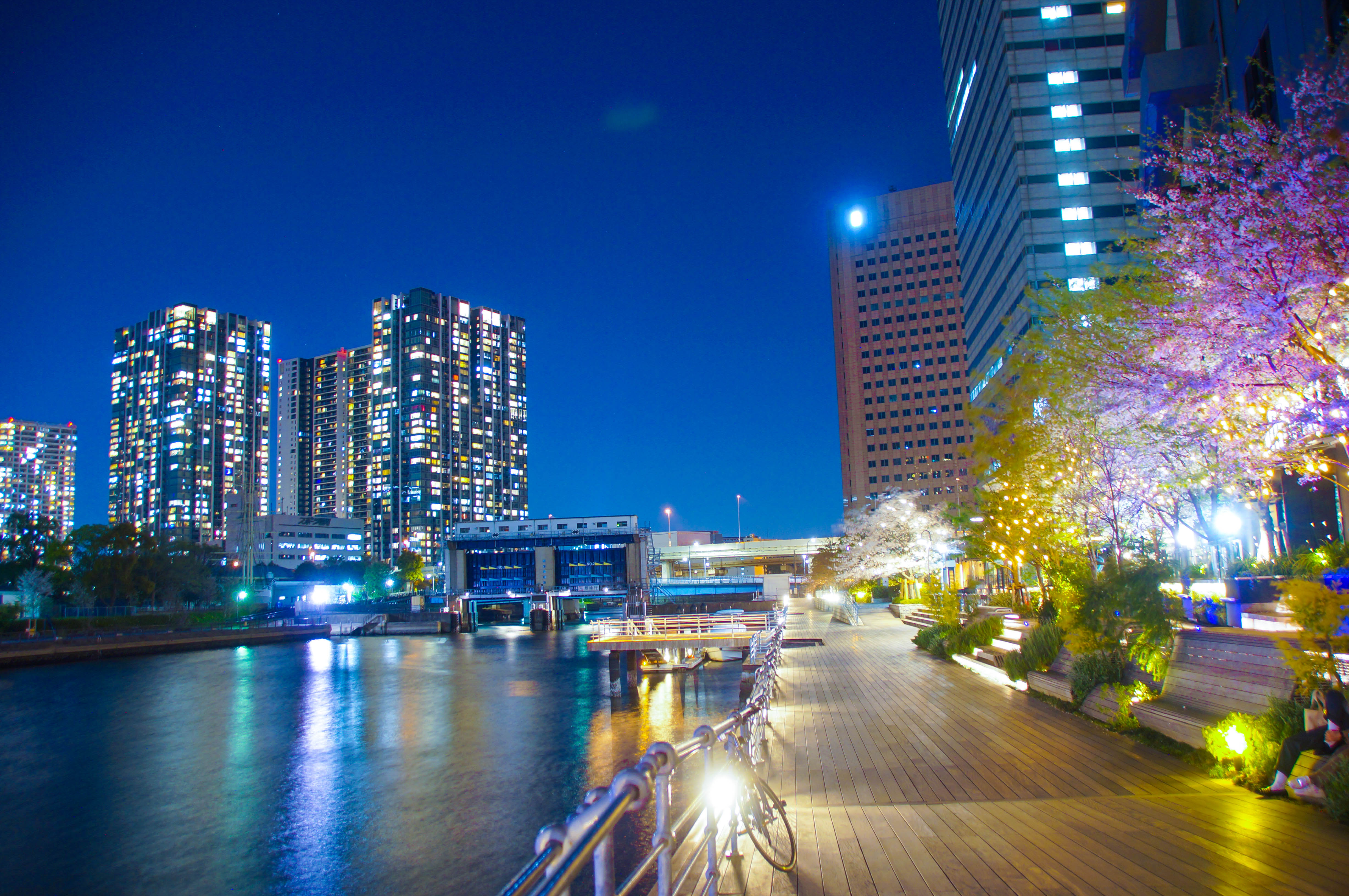
天王洲アイル第２水辺広場
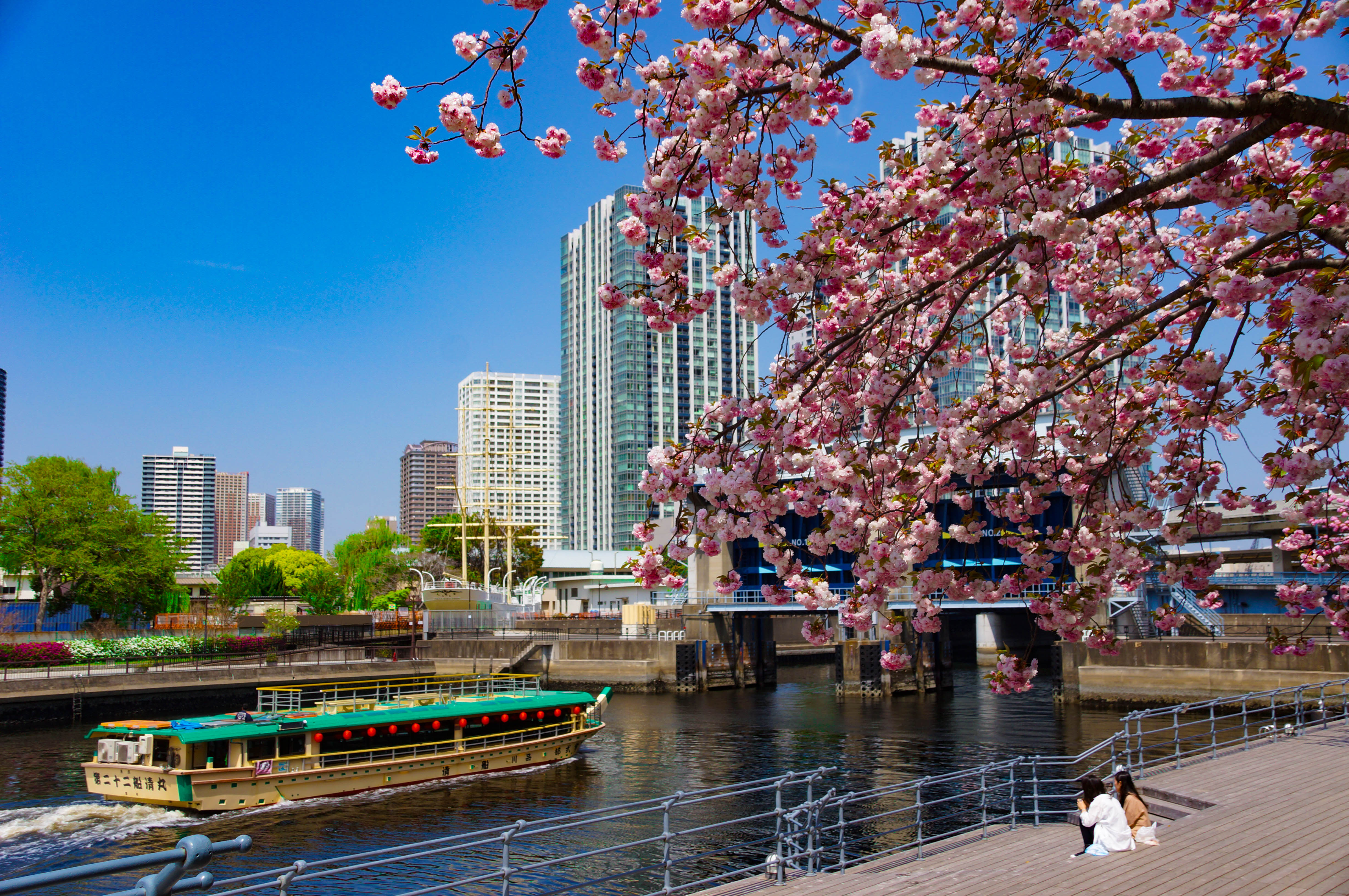
天王洲アイル第２水辺広場
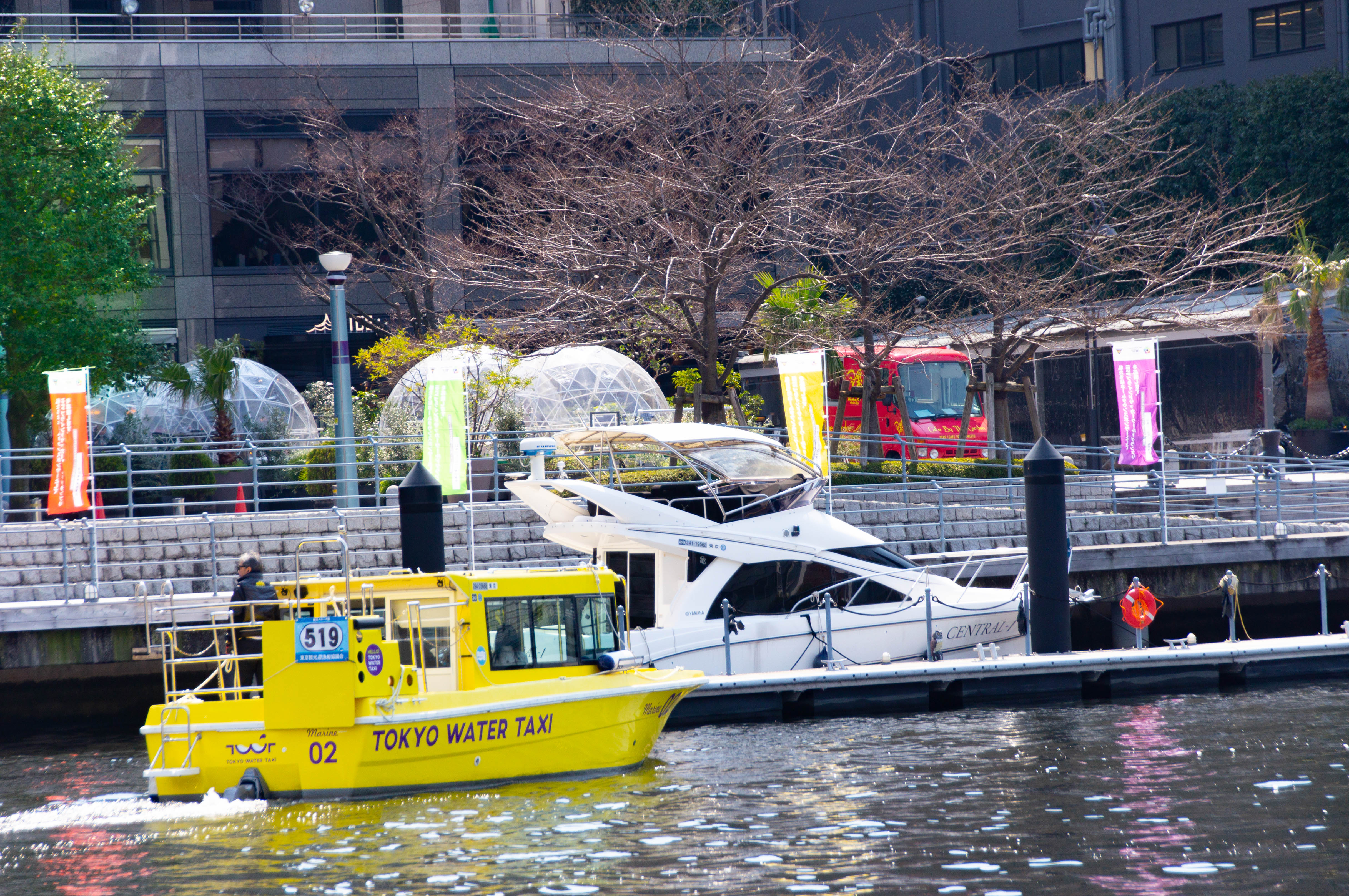
天王洲ピア（ビジター桟橋）

## イベント
- 天王洲キャナルフェス
  - 一般社団法人「天王洲・キャナルサイド活性化協会」によって、2016年夏に開始されて以来、毎年４回開催される地域フェスティバル。野外映画上映「水辺の映画祭」、運河クルーズ体験会、フードマーケット、マルシェ、Water Line2の上での屋外ライブなど多彩な催しが行なわれる[20]期間中、高浜運河上には台船を係船した即席の水上ビアガーデンがオープンして多くの人で賑わう。

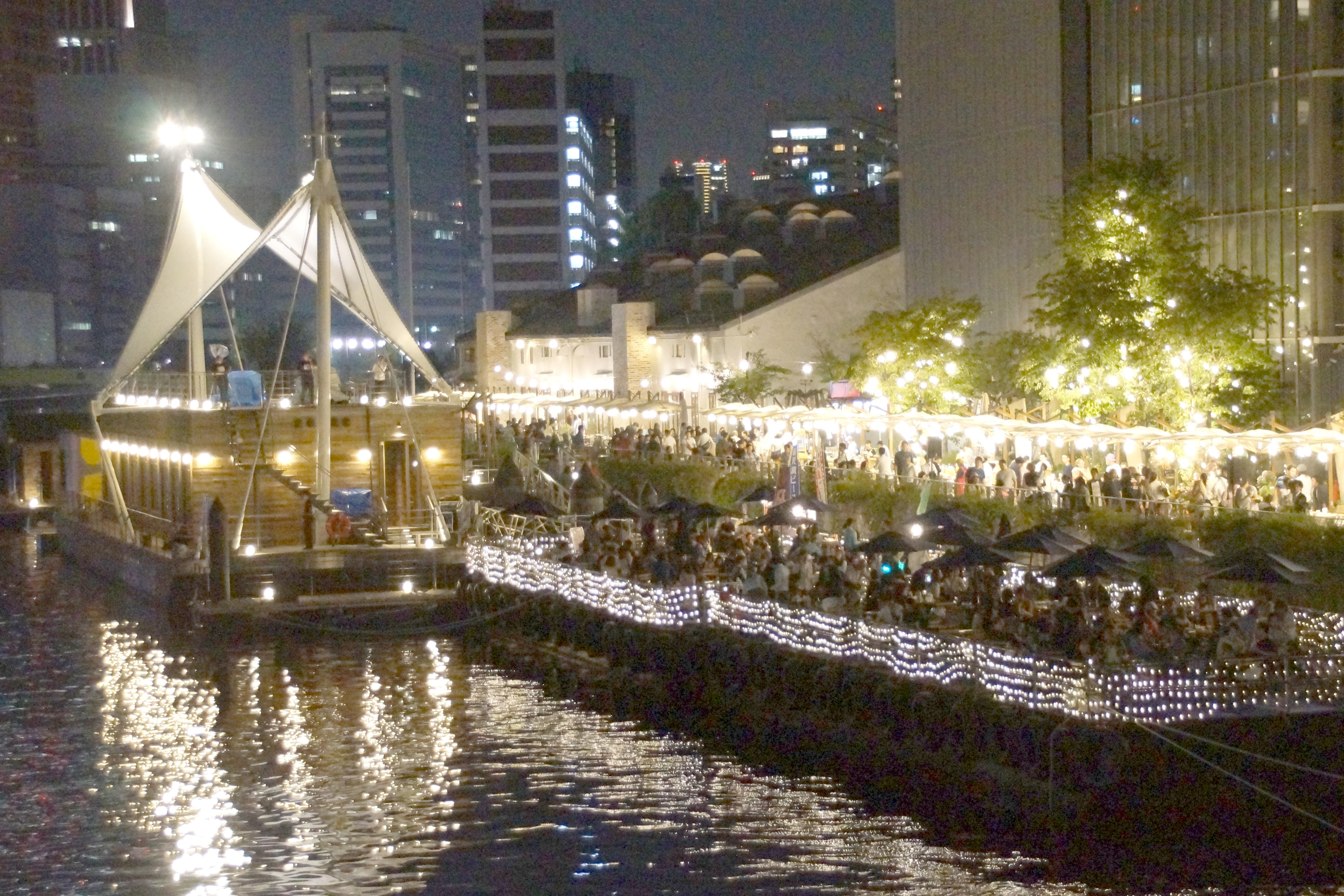
天王洲キャナルフェス
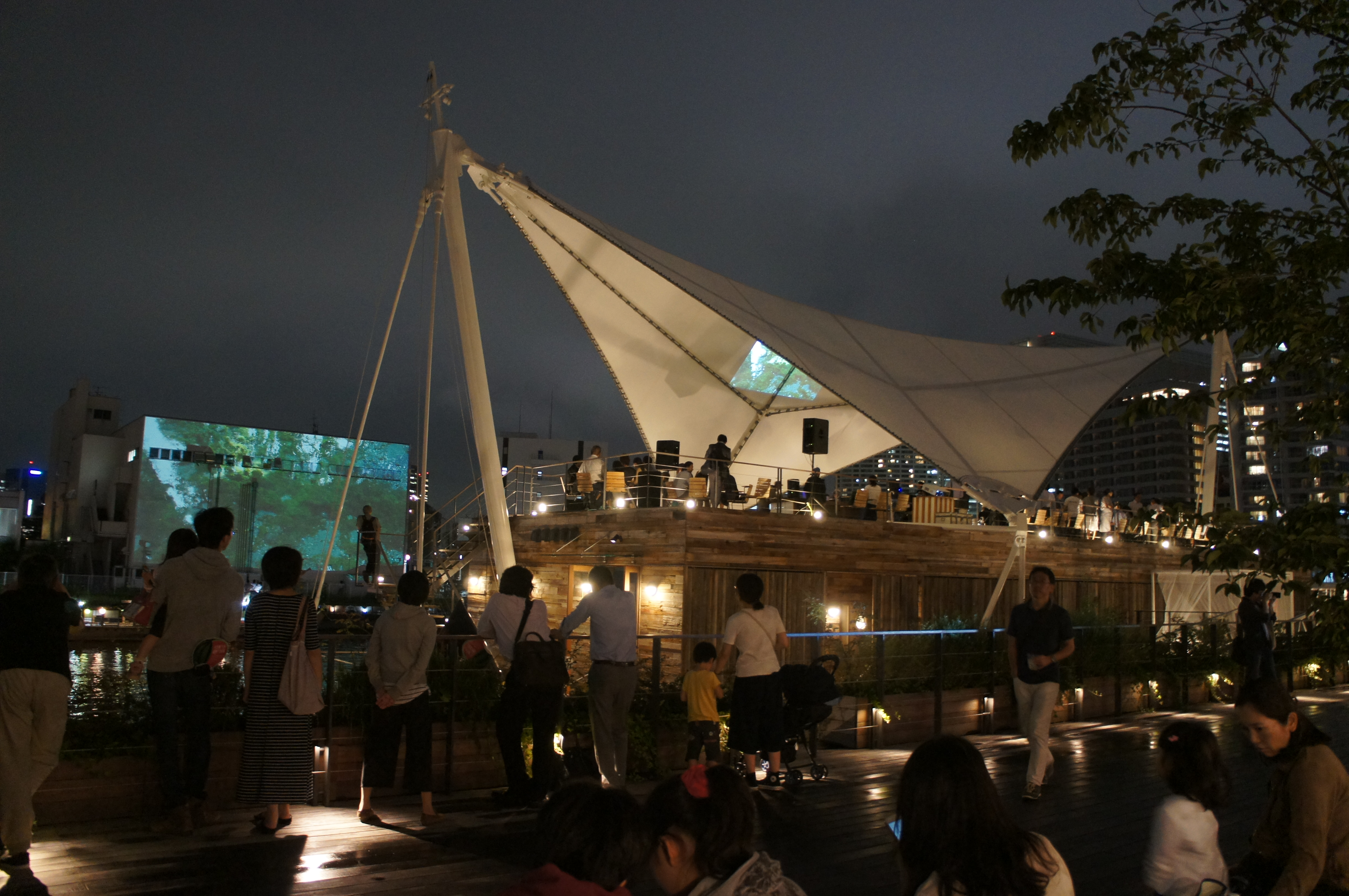
WaterLine2で行なわれるライブイベント

## 天王洲アイル内にある高層ビル

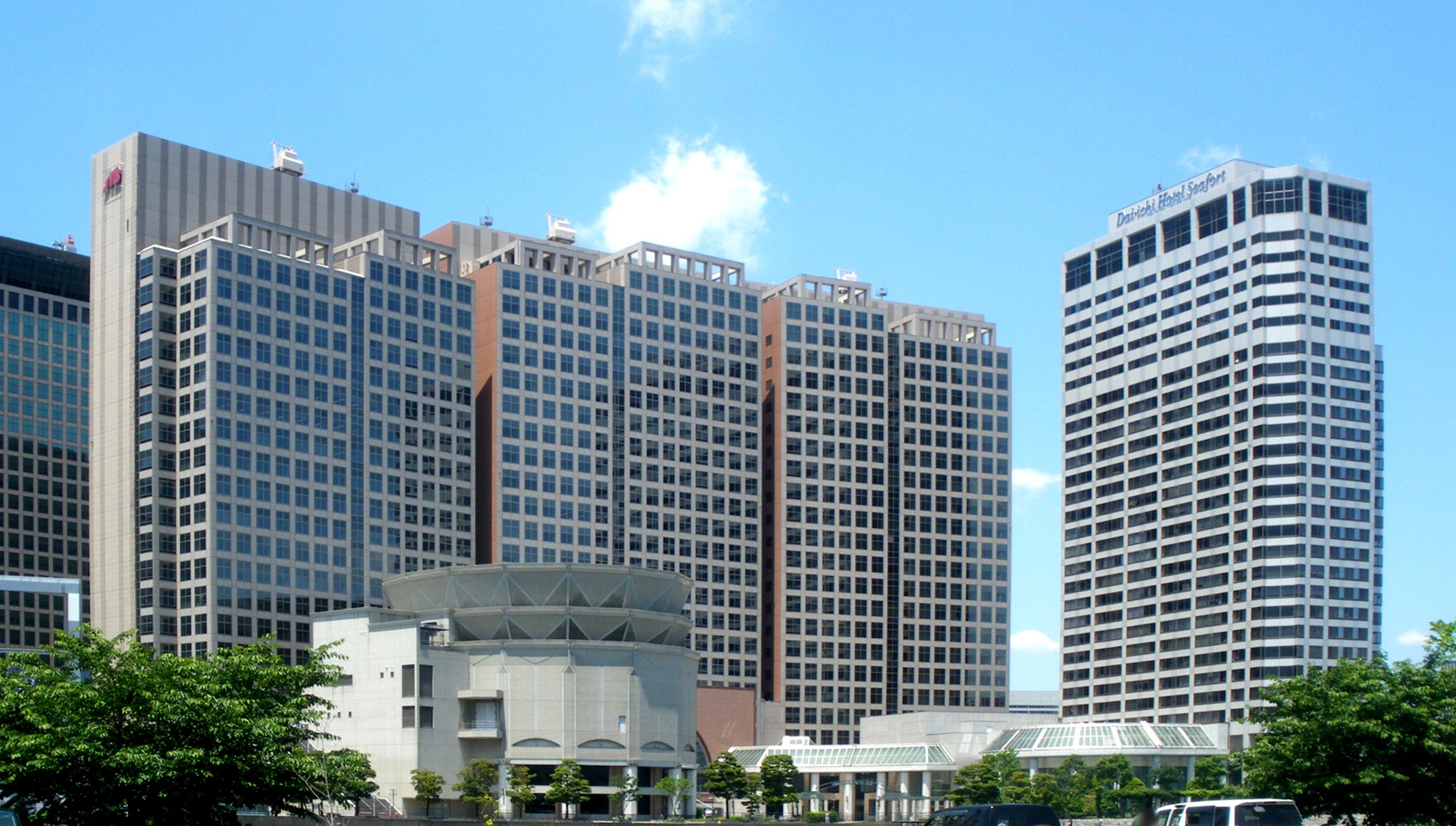
シーフォートスクエア
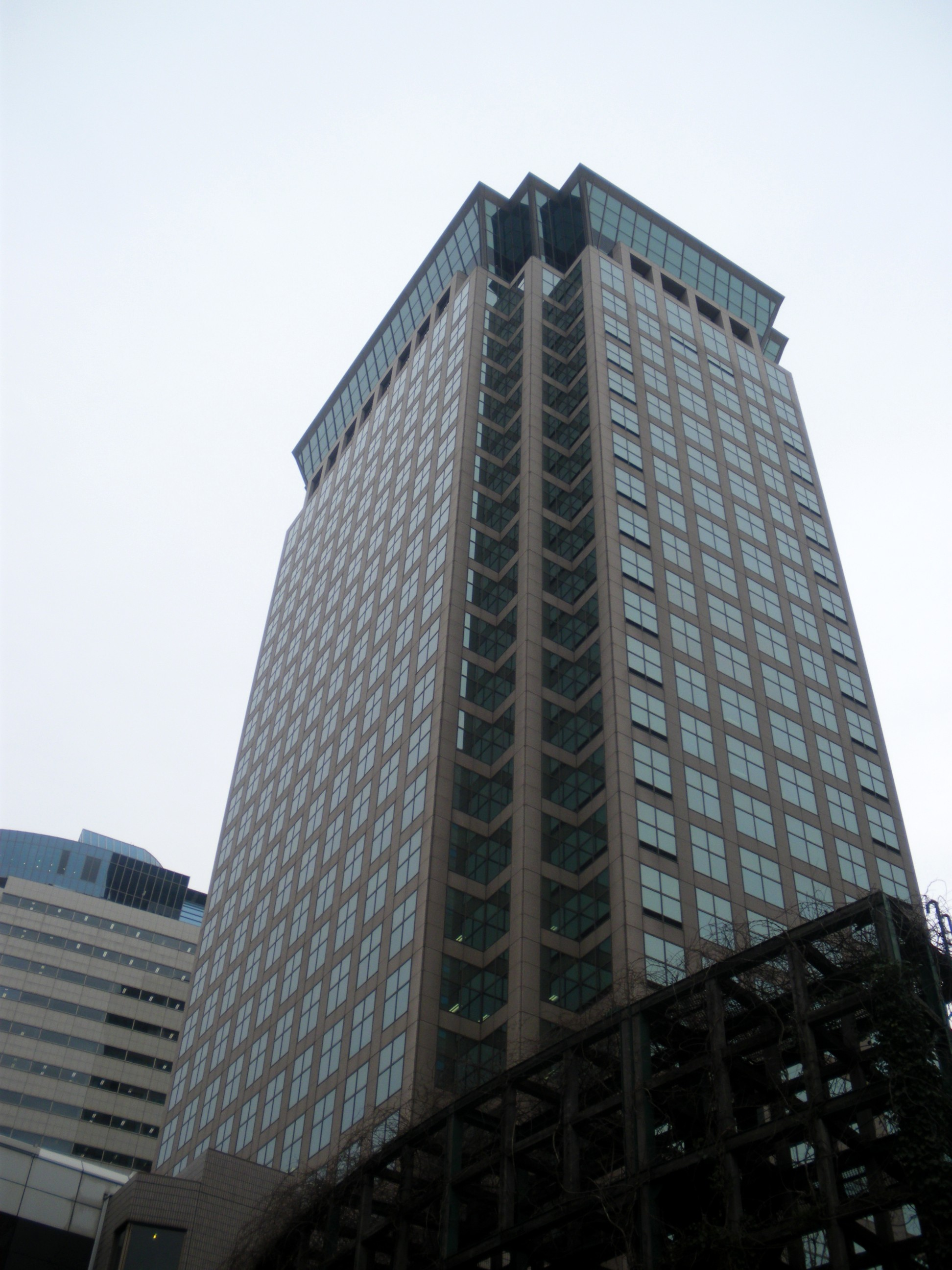
スフィアタワー天王洲
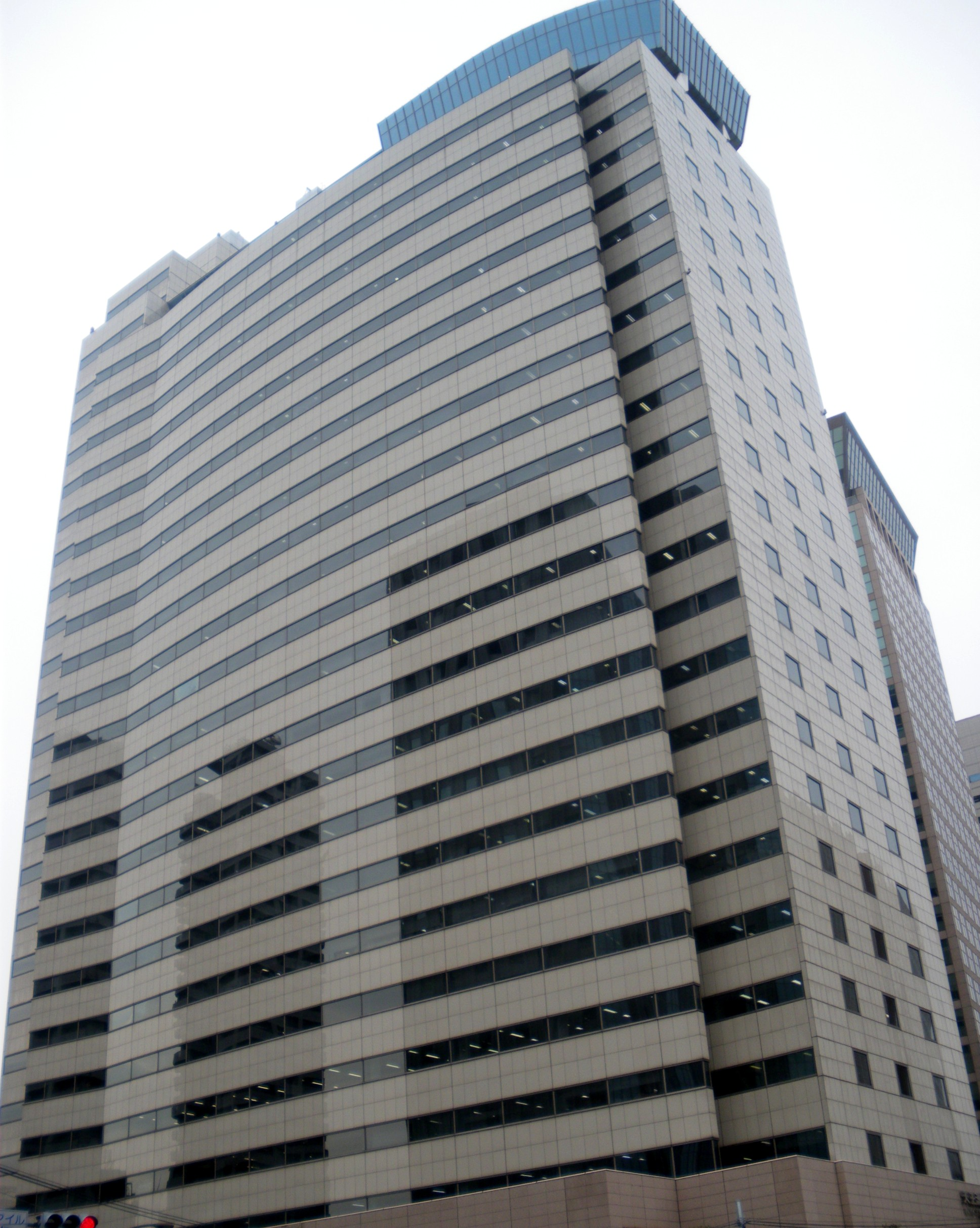
天王洲オーシャンスクエア
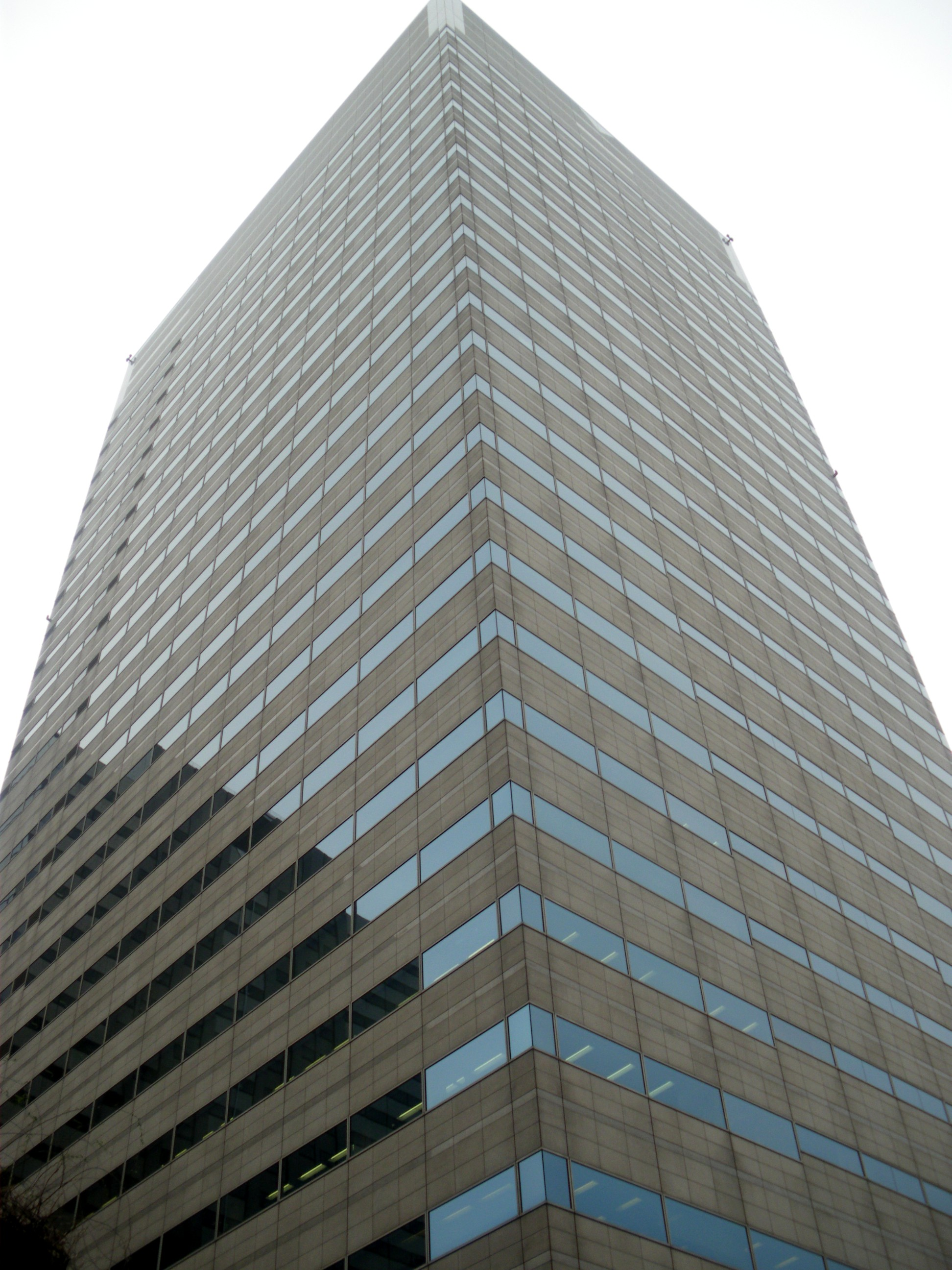
天王洲ファーストタワー（旧：東京MIビル）
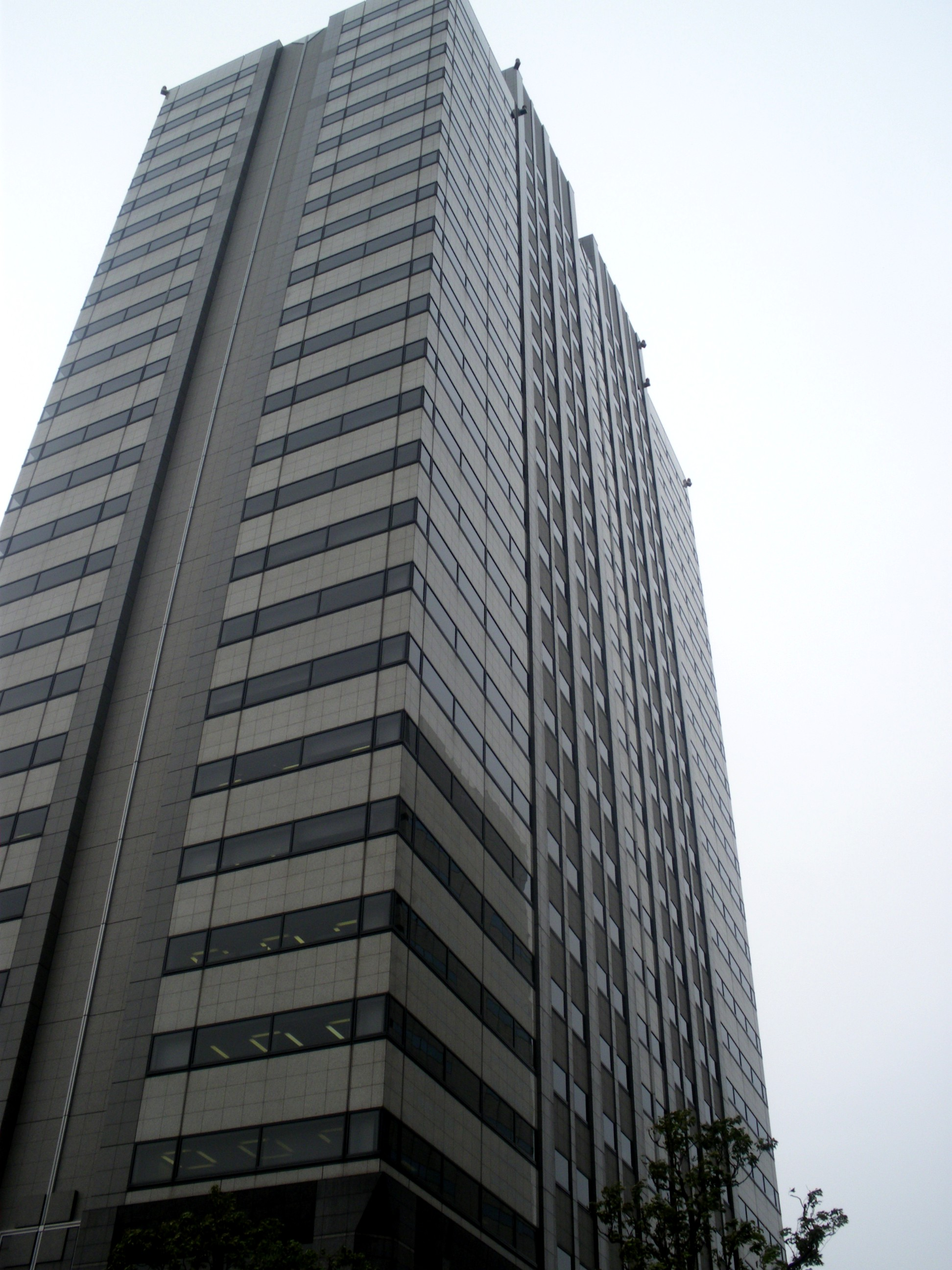
天王洲セントラルタワー
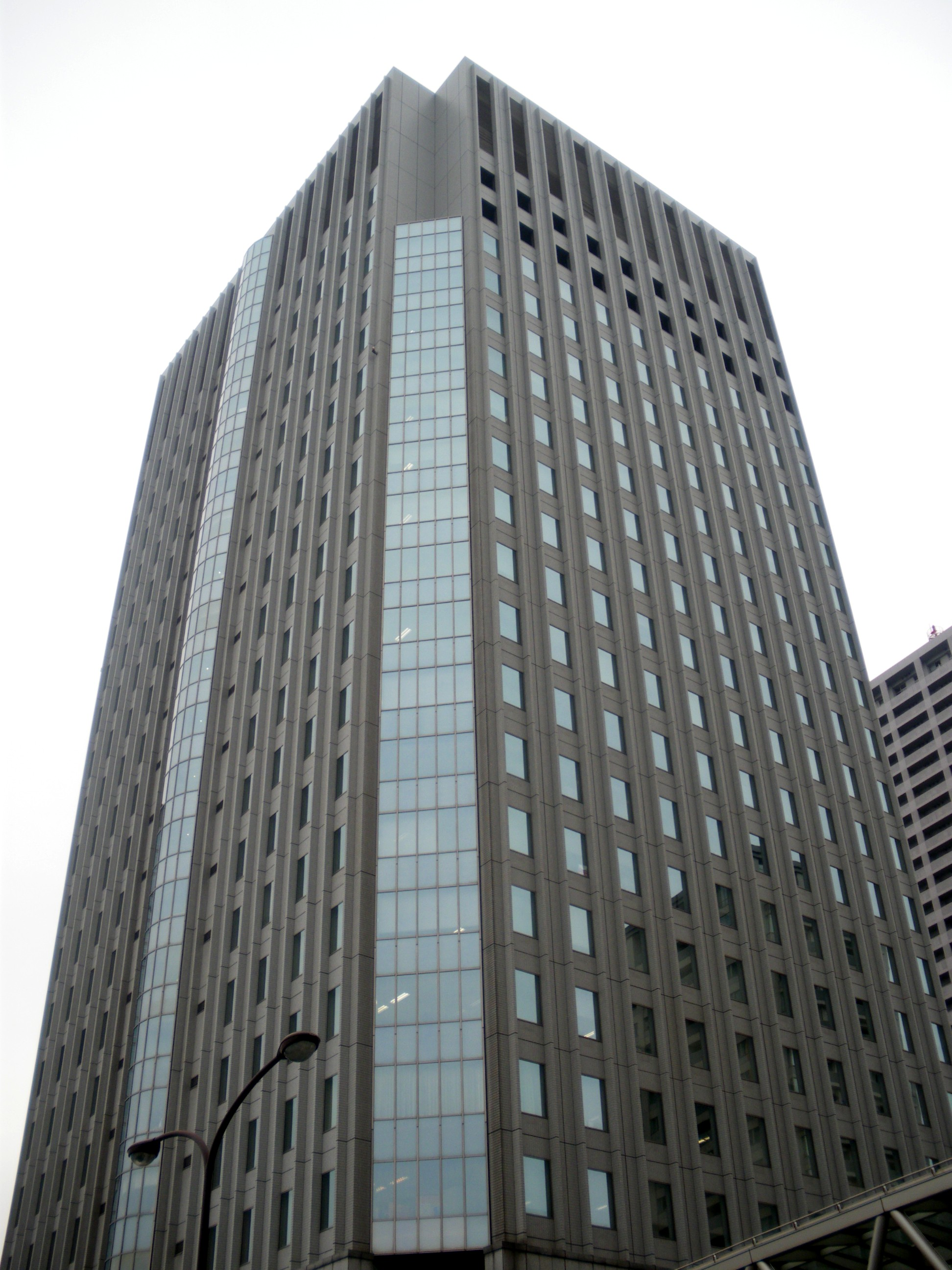
天王洲パークサイドビル
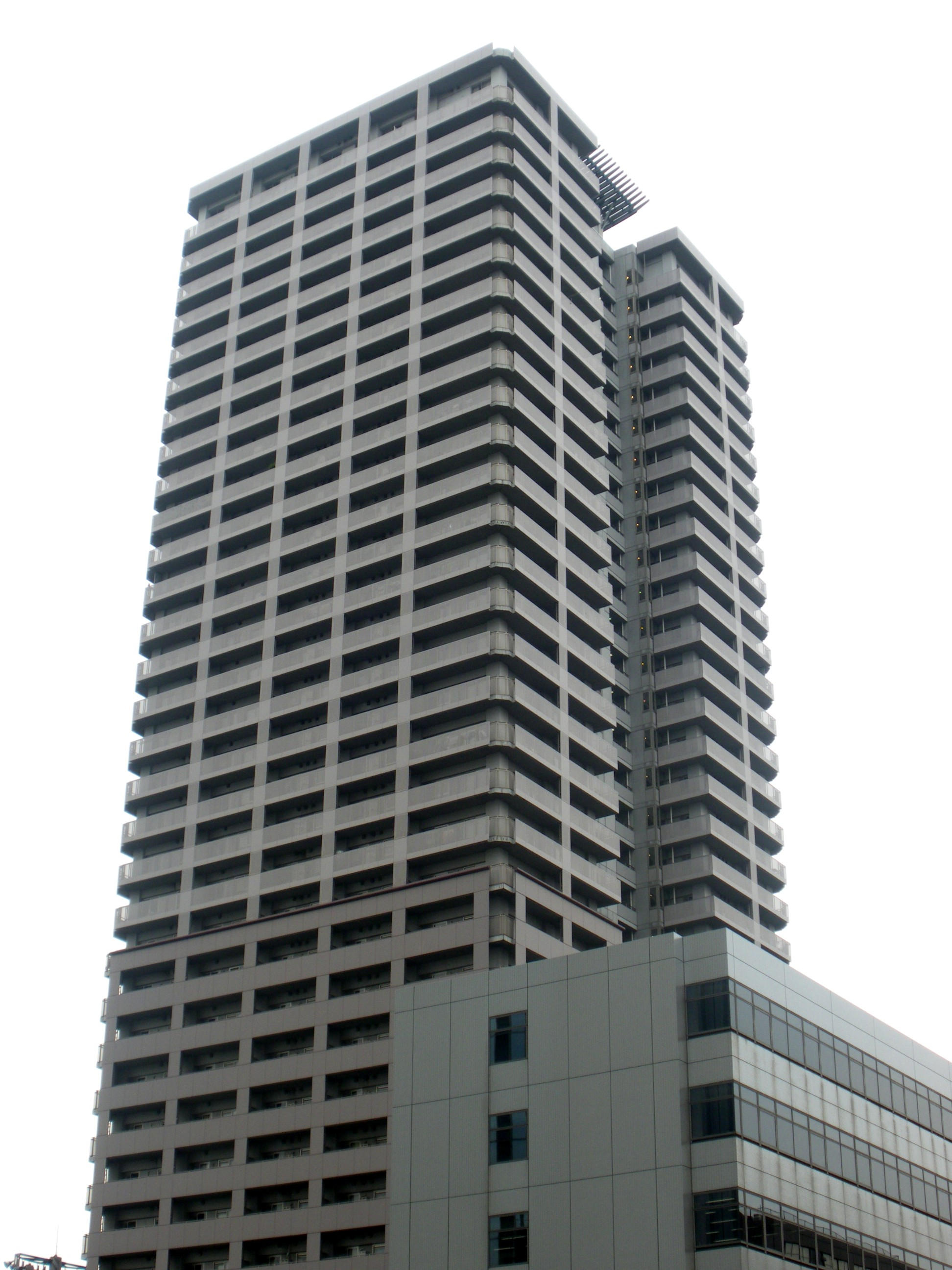
天王洲ビュータワー
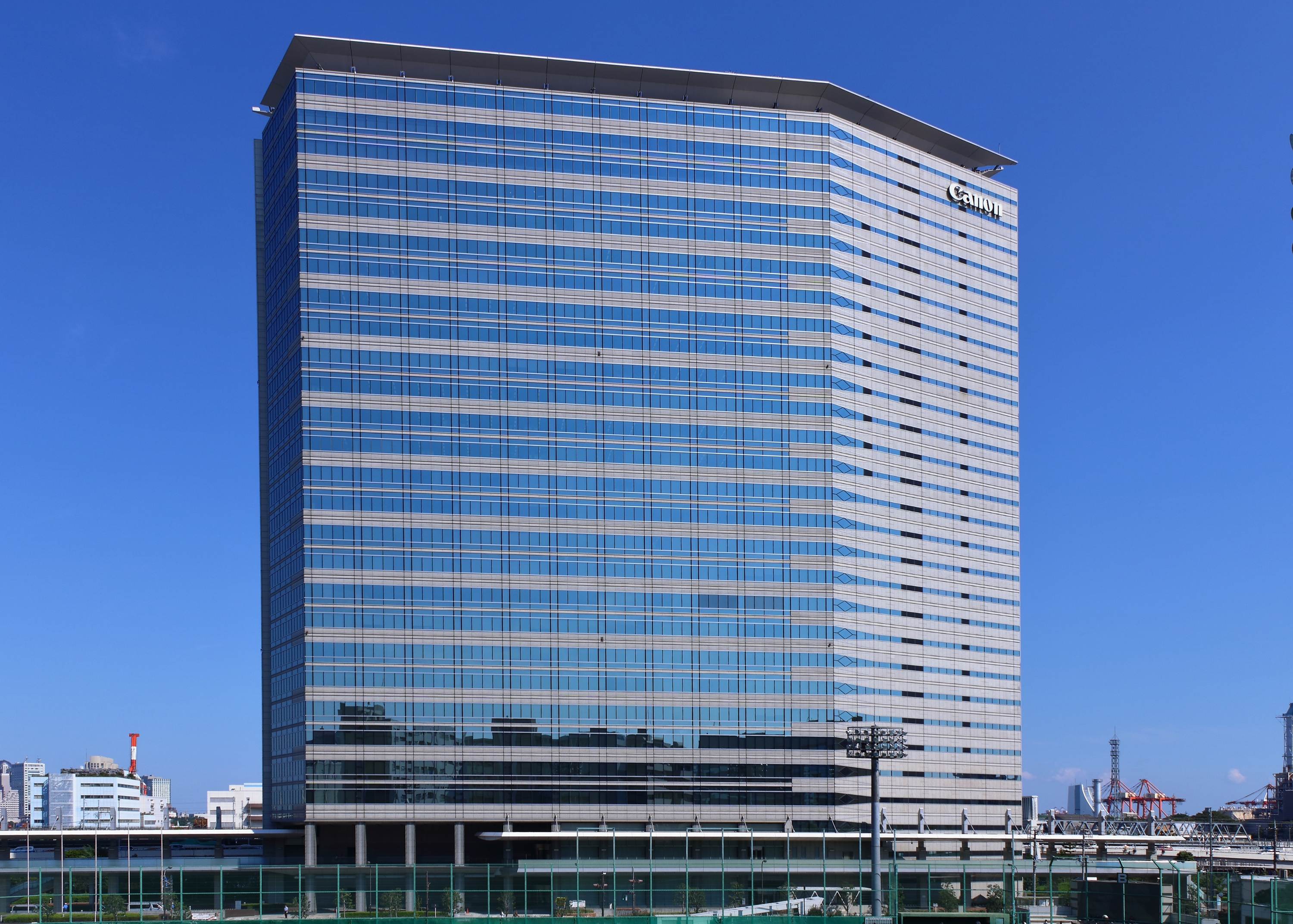
野村不動産天王洲ビル （旧JALビルディング）
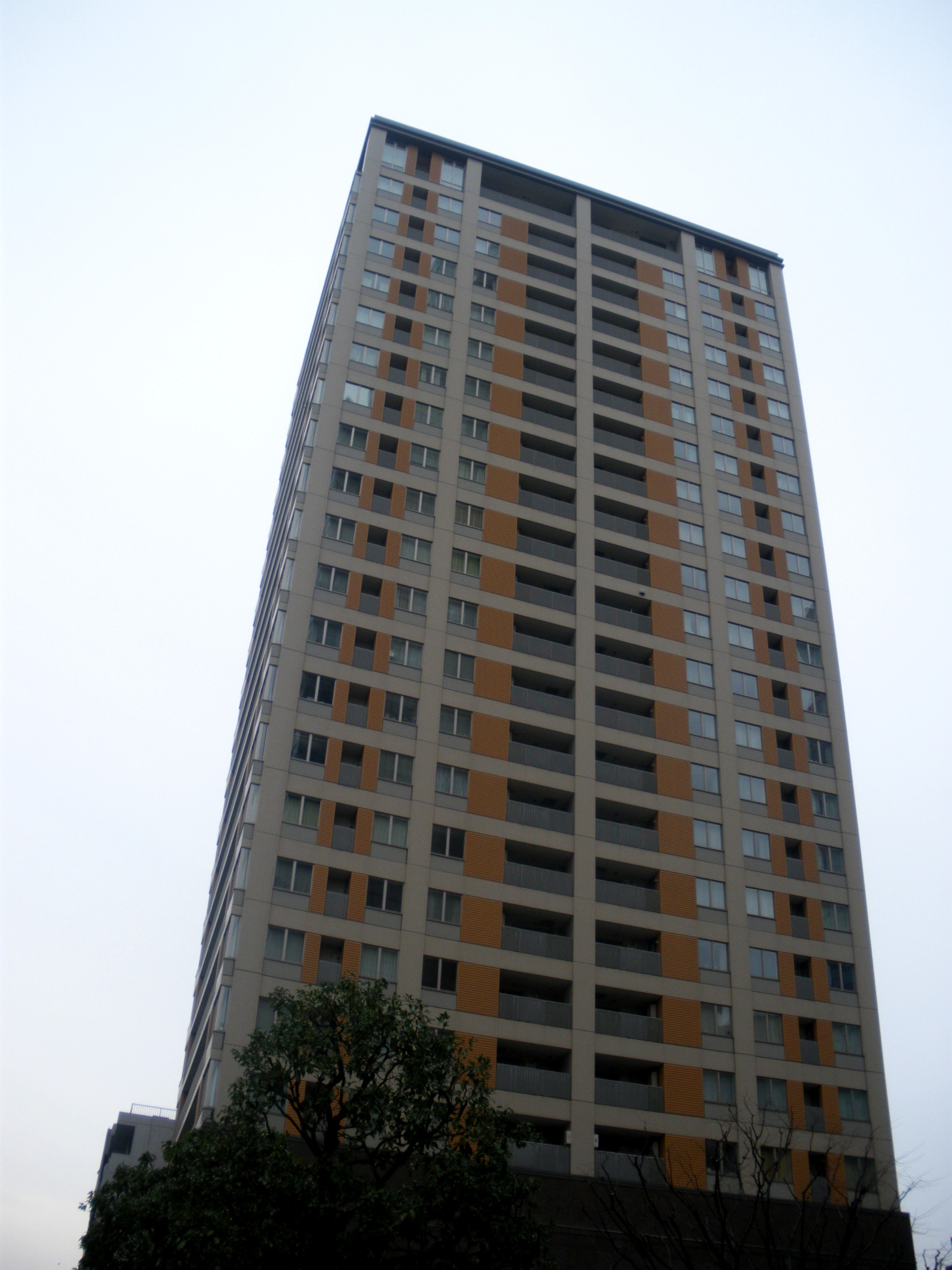
サンウッド品川天王洲タワー

## 本社・本部を置く主な企業

### 日本企業の本社（五十音順）

#### 現在
- 梓設計
- アマナ
- イースタン・カーライナー
- コーポレイト・ディレクション
- JTB
- 寺田倉庫
- 日本航空
- 住友ベークライト

#### 過去
- 宇部興産（現・UBE）

### 外資系企業の日本本部
- ヘンケルジャパン
- サーコム・ジャパン
- DHL
- コンチネンタルタイヤ日本

## 交通
東品川二丁目に東京モノレール羽田空港線と東京臨海高速鉄道りんかい線の天王洲アイル駅がある。
東京モノレールは羽田空港・浜松町に、りんかい線はJR埼京線と相互直通運転を行なっており渋谷・新宿・池袋方面に直結する。
「お台場と渋谷、新宿、池袋を直通！」東京臨海高速鉄道株式会社、2013年2月2日閲覧
東海道新幹線など主要路線が乗り入れる品川駅へ都営バスが運行している。

### 鉄道
- 東京モノレール:天王洲アイル駅
- 東京臨海高速鉄道りんかい線:天王洲アイル駅

### 路線バス
- 品川駅港南口との間に都営バス「品96」が運行
- 大井町駅東口との間に都営バス「井96」が運行

### 道路
- 首都高速1号羽田線
- 東京都道316号日本橋芝浦大森線
- 東京都道480号品川埠頭線（旧海岸通り・海岸通り）